# 나는 내일, 어제의 너와 만난다
《나는 내일, 어제의 너와 만난다》(일본어: ぼくは明日、昨日のきみとデートする)는 나나츠키 타카후미의 소설이다.

## 개요
교토시를 무대로 20세 남녀의 30일간 연애를 그린 작품이다.

## 만화
오오타니 노리코에 의한 만화판이 2015년 12월 9일부터 〈이 만화가 대단해! WEB〉에서 웹코믹으로 연재되고 있다. 2016년 7월 11일에 단행본 제1권이 발매되었다.